# William Tell Overture
William Tell Overture ist eine Single des britischen Multiinstrumentalisten Mike Oldfield, die im Februar 1977 veröffentlicht wurde. Es handelt sich dabei um eine Interpretation des letzten Satzes (allegro molto) der Oper Guillaume Tell des italienischen Komponisten Gioachino Rossini, basierend auf dem Drama Wilhelm Tell von Friedrich Schiller.

## Inhalt und Musikalisches
Nach seinen Singles In Dulci Jubilo / On Horseback (1975) und Portsmouth (1976), die beide Neubearbeitungen alter englischer Traditionals darstellten, veröffentlichte Mike Oldfield 1977 mit William Tell Overture erstmals eine von ihm neu arrangierte Version eines von einem klassischen Komponisten stammenden Stücks. Im Gegensatz zu Rossinis Originalkomposition setzt Oldfield bei seinem Arrangement vor allem auf Instrumente, wie sie in traditioneller britischer und irischer Folklore verwendet werden, und lässt, wie für ihn typisch, seine elektrisch verstärkte Gibson SG Junior-Gitarre die Hauptmelodie solieren. Zudem ist Oldfields Version in einem bewusst viel langsameren Arrangement als Rossinis Originalstück gespielt.

## Musikvideo
Im Musikvideo zu William Tell Overture sind acht Inkarnationen von Mike Oldfield zu sehen, die das Lied auf verschiedenen Instrumenten spielen. Dabei wurde eine komplexe Multi-Split-Screen-Technik verwendet. Der letztendliche Effekt wirkt auf den Zuschauer so, als ob in einem Raum mehrere Mike Oldfields zusammen spielen würden.

## Veröffentlichung und Promotion
William Tell Overture wurde am 11. Februar 1977 als Single veröffentlicht. In einer für die Single produzierten Anzeige hieß es: „Die neue Single von der etwas skurrileren Seite von Mike Oldfield. Sie haben zu ‚In Dulci Jubilo‘ Schuhplattler getanzt. Sie sind zu ‚Portsmouth‘ durch die Decke gestürzt. Hören Sie jetzt ‚William Tell Overture‘ von Mike Oldfield. Es wird Sie bis ins Mark erschüttern.“
Als B-Seite der Single fungierten je nach Region unterschiedliche Stücke. So war auf der britischen Veröffentlichung das traditionelle Instrumentalstück Argiers mit Les Penning zu hören, das im restlichen Europa bereits im Oktober 1976 auf der B-Seite von Portsmouth veröffentlicht worden war. Die kontinentaleuropäische Version der Single enthielt auf der B-Seite das ebenfalls instrumentale First Excursion, eine Kollaboration Oldfields mit David Bedford, die zuvor auch auf der LP Collaborations in Oldfields 4-LP-Boxset Boxed erschienen war.
Trotz der aufwändigen Werbung und Promotion für die Single schaffte es William Tell Overture nicht, sich in den Charts zu platzieren.